# Pointe Archange Neau
La pointe Archange Neau est un cap situé sur le territoire de Grande-Terre en Guadeloupe.